# Endasys parviventris
Endasys parviventris är en stekelart som först beskrevs av Johann Ludwig Christian Gravenhorst 1829.  Endasys parviventris ingår i släktet Endasys och familjen brokparasitsteklar. Arten är reproducerande i Sverige. Utöver nominatformen finns också underarten E. p. nipponicus.